# لوسيا جبيكوفا
لوسيا جبيكوفا (بالسلوفاكية: Lucia Gubiková)‏ مواليد 11 فبراير 1993 في ميخالوفتسى، سلوفاكيا، هي لاعبة كرة يد سلوفاكية تلعب كحارس مرمى. مثلت منتخب سلوفاكيا لكرة اليد للسيدات.

## سجل المنافسة
شاركت في البطولات التالية:
- بطولة أوروبا لكرة اليد للسيدات 2014